# Дошаке
Дошаке (груз. დოშაყე) — село в Грузії.
За даними перепису населення 2014 року в селі проживає 75 особи.